# Knipowitschia croatica
 Knipowitschia croatica és una espècie de peix de la família dels gòbids i de l'ordre dels perciformes.

## Morfologia
Els mascles poden assolir els 4,7 cm de longitud total.

## Distribució geogràfica
Es troba a Croàcia i a Bòsnia i Hercegovina.